# Matilde Hidalgo
Matilde Hidalgo Navarro de Procel (Loja, Equador, 29 de setembre de 1889 – Guayaquil, Equador, 20 de febrer de 1974) fou una metgessa, política i activista dels drets de la dona equatoriana. Fou la primera llicenciada i doctora en medicina del país, la primera sufragista d'Amèrica Llatina i la primera diputada escollida en eleccions lliures a l'Equador. També fou la primera dona a votar en unes eleccions a tota l'Amèrica Llatina.

## Formació
Matilde Hidalgo nasqué a la ciutat de Loja el 1889, i el 1907, amb l'ajuda de la seva mare i un dels seus germans aconseguí matricular-se en el batxillerat, que completà el 1913, esdevenint la primera dona equatoriana que ho aconseguia, malgrat nombroses resistències i el refús social en un medi considerablement conservador. Completat el batxillerat, sol·licità l'ingrés a la facultat de Medicina de la Universidad Central del Ecuador a Quito; fou rebutjada però aconseguí una plaça a la Universidad del Azuay, a Cuenca. El 1919 obtingué la llicenciatura i es doctorà el 1921 a la Universitat Central, essent, en tots dos casos, la primera dona equatoriana que ho aconseguia.
El 1922 es casà amb l'advocat Fernando Procel i s'instal·laren a Machala, on ella obrí una consulta.

## Activitat política i professional
El 1924 aconseguí que se li acceptés la inscripció al cens de votants, convertint-se d'aquesta manera en la primera dona d'Amèrica Llatina que participava en eleccions nacionals. Inicialment la Junta Electoral havia denegat el tràmit, però Matilde Hidalgo adduí que en cap article de la Constitució s'assenyalava que el fet de ser dona fos un impediment per votar, i que “per ser ciutadà equatorià cal tenir 21 anys i saber llegir i escriure”. Com que li feien veure que el text constitucional deia “equatorià, no equatoriana...", ella va fer arribar la queixa al Ministeri de l'Interior, i obtingué del ministre una resposta positiva, malgrat la qual el Consell Cantonal de Machala s'hi resistí i la petició va haver d'arribar al Consell d'Estat. En una sessió històrica que es commemora des d'aleshores, el 9 de juny de 1924, hi va donar l'aprovació. Matilde Hidalgo exercí el dret de vot els dies 11 i 14 següents, en les eleccions per escollir senadors i diputats, i després d'ella totes les altres dones llatinoamericanes que no havien estat inscrites mai al cens electoral.
El 1925 fou la primera dona que aconseguia ser escollida regidora del Consell Cantonal de Machala, del qual, després, en fou vicepresidenta fins al 1936. En aquells anys també participà en la fundació de la Creu Roja provincial i en la delegació de la Casa de la Cultura Equatoriana a la província d'El Oro. El 1941 presentà la seva candidatura a diputada pel Partit Liberal i va ser escollida, convertint-se en la primera dona que entrava al Congrés Nacional. Matilde Hidalgo alternà la seva actuació pública amb l'exercici de la medicina i la lluita pels drets de la dona.
Va practicar durant anys la medicina a Guayaquil, fins que el 1949 va rebre una beca per estudiar pediatria, neurologia i dietètica a l'Argentina.

## Reconeixements
El Govern de l'Equador li va atorgar la Medalla al Mèrit en el grau de Gran Oficial el 1956 i, a petició de la Creu Roja de l'Equador, li va ser concedida la Medalla de Serveis el 1959.